# Parahaploposthia longituba
Parahaploposthia longituba är en plattmaskart som beskrevs av Hooge och Tyler 2007. Parahaploposthia longituba ingår i släktet Parahaploposthia och familjen Haploposthiidae. Inga underarter finns listade i Catalogue of Life.